# سرو ده کوکسوم
سرو ده کوکسوم (به اسپانیایی: Cerro de Coxóm) یک کوه در گواتمالا است که در بخش توتونیکاپان واقع شده‌است. سرو ده کوکسوم ۳٬۰۴۵ متر بالاتر از سطح دریا واقع شده‌است.